# Torrente Vallate
Il torrente Vallate è un corso d'acqua lungo 3,56 km, che nasce nel comune di Cino in provincia di Sondrio, sfociamdo poi a Dubino nel fiume Adda.